# John James Greene

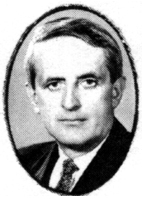
John James Greene (1968)

John James Greene PC DFC QC (* 24. Juni 1920 in Toronto, Ontario; † 23. Oktober 1978) war ein kanadischer Rechtsanwalt und Politiker der Liberalen Partei Kanadas, der insgesamt mehr als 15 Jahre Abgeordneter des Unterhauses und Mitglied des Senats sowie mehrere Jahre Minister war.

## Leben
Nach dem Schulbesuch absolvierte Greene ein Studium der Rechtswissenschaften. Während des Zweiten Weltkrieges leistete er zwischen 1941 und 1945 seinen Wehrdienst in der Royal Canadian Air Force und wurde zuletzt zum Hauptmann (Flight Lieutenant) befördert. Aufgrund seiner militärischen Verdienste und seiner Tapferkeit wurde er mit dem Distinguished Flying Cross ausgezeichnet und namentlich erwähnt (mentioned in dispatches). Nach Beendigung des Krieges nahm er eine Tätigkeit als Rechtsanwalt in Arnprior auf.
Bei der Unterhauswahl vom 8. April 1963 wurde er als Kandidat der Liberalen Partei erstmals zum Abgeordneten in das Unterhaus gewählt und vertrat in diesem den Wahlkreis Renfrew South sowie zuletzt seit der Unterhauswahl vom 25. Juni 1968 bis zum 1. September 1972 den Wahlkreis Niagara Falls. Zu Beginn seiner Abgeordnetentätigkeit war er vom 18. Februar 1964 bis zum 3. April 1965 Co-Vorsitzender des Gemeinsamen Sonderausschusses des kanadischen Parlaments für Verbraucherkredite und Lebenshaltungskosten.
Am 18. Dezember 1965 wurde Greene von Premierminister Lester Pearson als Landwirtschaftsminister in das 19. Kabinett Kanadas berufen. 
Am 6. April 1968 bewarb er sich um die Nachfolger von Lester Pearson als Parteivorsitzender der Liberalen Partei, belegte aber im ersten Wahlgang mit 169 Delegiertenstimmen nur den sechsten Platz im neunköpfigen Kandidatenfeld. Im zweiten Wahlgang wurde er mit 104 Stimmen Fünfter unter den sechs verbliebenen Kandidaten. Nachdem er im dritten Wahlgang mit 29 Stimmen Letzter der fünf Kandidaten wurde, verzichtete er auf eine weitere Kandidatur. Letztlich setzte sich der bisherige Justizminister Pierre Trudeau im vierten Wahlgang durch und wurde mit 50,9 Prozent zum Vorsitzenden der Liberalen Partei gewählt.
Das Amt des Landwirtschaftsministers übte Greene auch vom 20. April bis zum 5. Juli 1968 in der von Pearsons Nachfolger Pierre Trudeau gebildeten 20. Regierung Kanadas aus. Nach einer Kabinettsumbildung wurde er am 6. Juli 1968 Minister für Energie, Bergbau und Ressourcen, ehe er von diesem Ministeramt am 27. Januar 1972 aus gesundheitlichen Gründen zurücktrat.
Am 1. September 1972 wurde er auf Vorschlag von Premierminister Trudeau Mitglied des Senats und vertrat dort bis zu seinem Tod am 23. Oktober 1978 den Senatsbezirk Niagara.